# Zpívající fontána (Košice)
Zpívající fontána (oficiální název Dynamická fontána, též Hrající fontána) je fontána nalézající se na Hlavní ulici v Košicích. Nachází se mezi košickým Národním divadlem a Dómem svaté Alžběty. 
Když hraje hudba, proudy vody a barevné osvětlení fontány se regulují na základě hudebních frekvencí hrající hudby. Fontána se skládá z 22 vodních okruhů, které jsou řízeny různými čerpadly v jímkách. Jejich výkon je regulován frekvenčními měniči umístěnými přímo ve strojovně. Byla postavena v roce 1986 a o dvacet let později rekonstruována do dnešní podoby podle návrhu arch. Juraje Kobana. V jejím repertoáru je více než 200 písní, které zpříjemňují obyvatelům města i turistům čas strávený v metropoli východního Slovenska. 
Fontána synchronně reaguje nejen na naprogramované skladby, ale dokonce i na živou hudbu ze Státního divadla. Ve fontáně je 750 trysek, které mohou stříkat vodu až do výšky 19 metrů. Každý z okruhů je řízen samostatně a má přiřazena přesná frekvenční pásma. Večer vizuální zážitek doplňuje barevné osvětlení v pěti barvách. Je řízeno počítačem umístěným v nenápadném proskleném altánu poblíž fontány. 

## Řízení fontány
Fontána se skládá z 22 vodních okruhů, které jsou ovládány čerpadly umístěnými pod jejím povrchem. Ty jsou pak uváděny do chodu prostřednictvím frekvenčních měničů umístěných ve strojovně. Každý z okruhů má své vlastní frekvenční pásmo, a tak může fontána reagovat na hudbu skutečně velmi dynamicky.
Fontána je také osvětlena čtyřmi barvami, a to bílou/žlutou, zelenou, červenou a modrou. Světla také reagují na přehrávanou skladbu, takže intenzita osvětlení fontány se mění podle toho, jaká skladba se hraje. Další zajímavostí je, že když se rozsvítí světla fontány, vypne se okolní osvětlení parku, aby vynikla samotná fontána.

## Historie
V roce 1984 tehdejší primátor města Košice ing. Rudolf Schuster po návštěvě sovětského města Vladimir inicioval realizaci dynamické fontány. Fontána byla uvedena do provozu 1.5.1986.

## Popis
Fontána má obdélníkový půdorys, který v kratších hranách volně přechází v bazénku na běžný chodník. Fontánu tvoří několik desítek trysek různé intenzity. Osvětlení a intenzita trysek je synchronizována s právě hrající hudbou.
V těsné blízkosti fontány se nachází Košická zvonkohra.

## Galerie

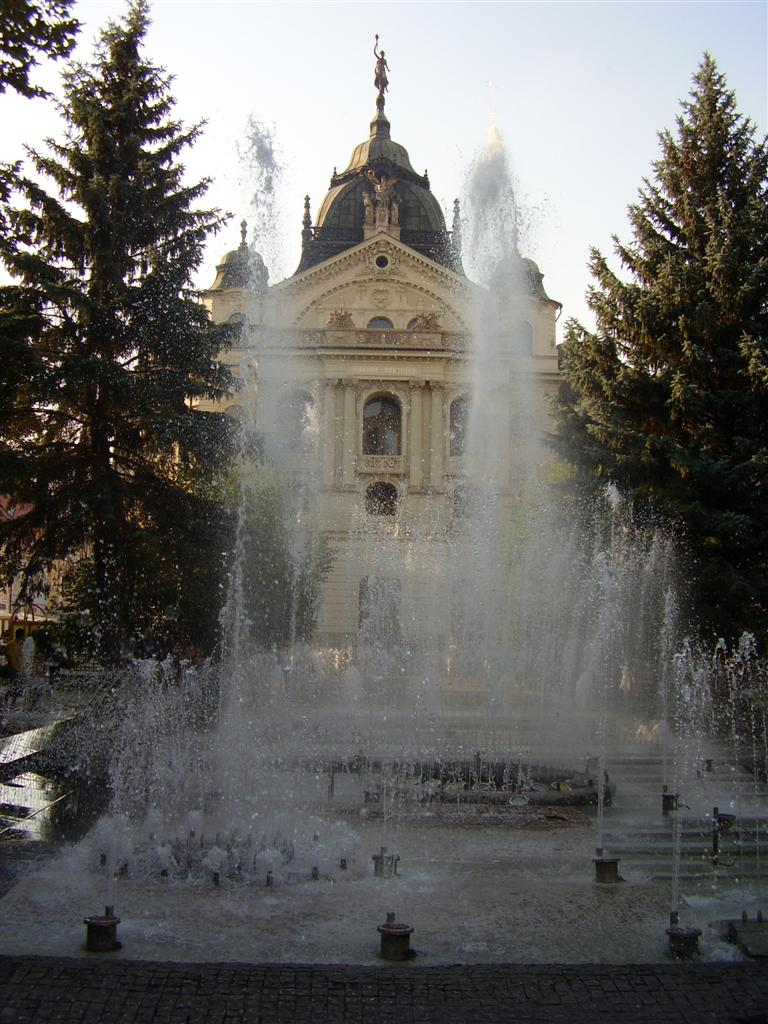
Pohled přes fontánu na Košické státní divadlo
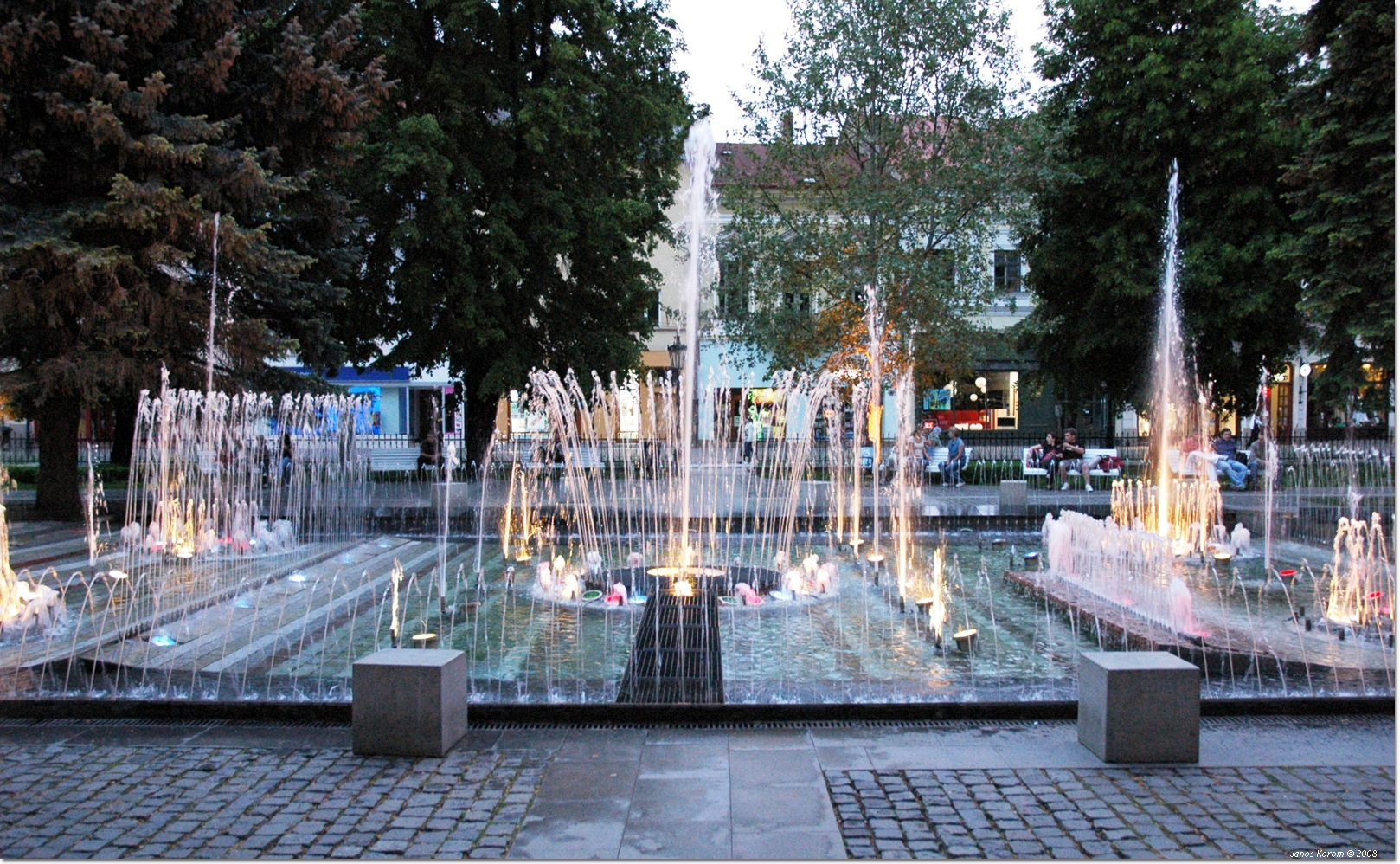
Pohled přes fontánu na severní část Hlavní ulice
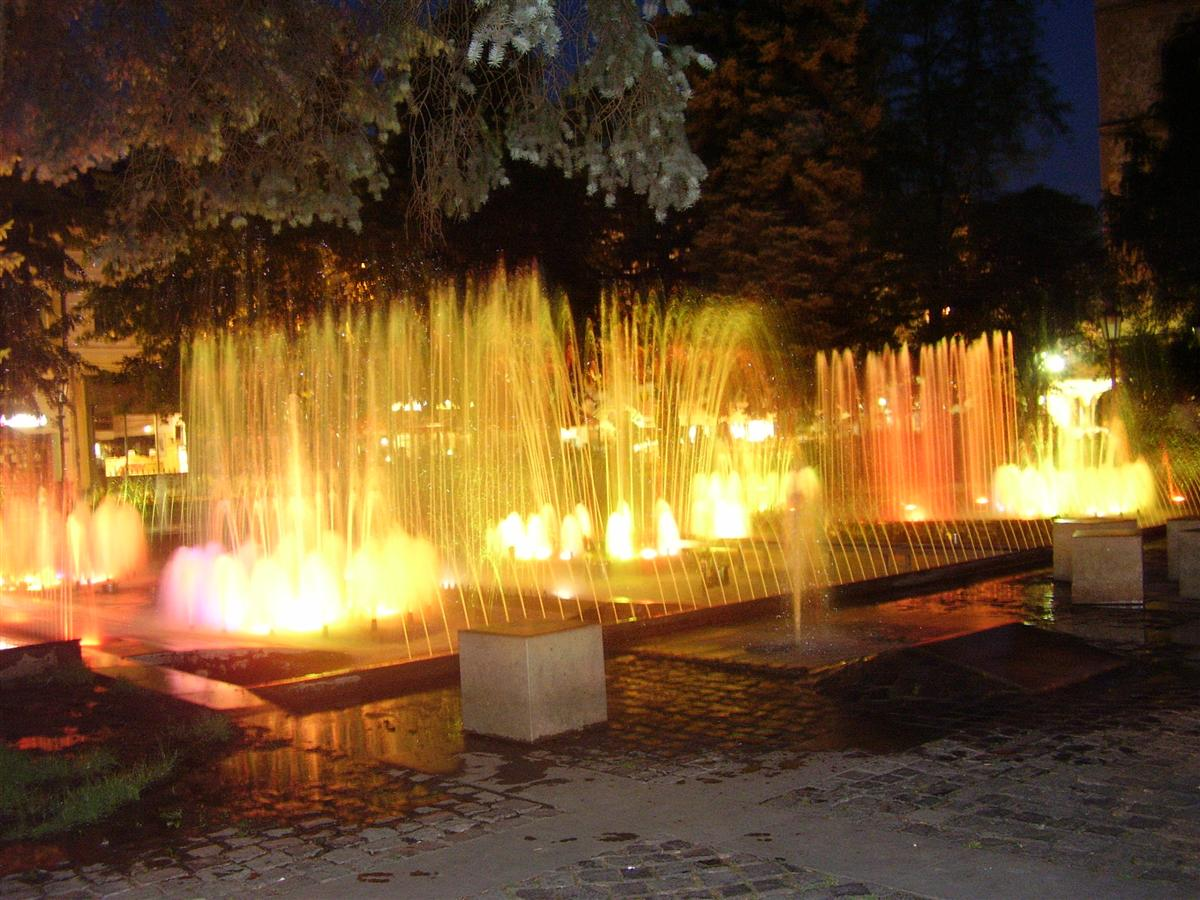
Fontána v noci